# ダークマター (星のカービィ)
ダークマター (Dark Matter) は、任天堂のゲームソフト「星のカービィシリーズ」に登場する架空のキャラクター。

## 概要
邪悪な黒い雲から生まれた謎の生命体で、行く先々で手頃な惑星を見つけては黒い雲を拡散させ、自分達の住みやすい暗闇の世界に変えてしまう侵略者である。他者に憑依することによって宿主を支配し、宿主の身体を変形させることなどができる。一つ目のものが多く、カービィ作品では真のラストボスという立場にあることが多い。毎回特別な能力で戦う場合が多く、カービィ作品において重要な存在でもある。多くが作中で悪役として登場しているが、グーイのような例外も存在する。
アニメのパイロット版にも登場しているが、アニメ本編には出てこない。

## ダークマターと同族のキャラクター
ダークマター
ダークマター族として初登場したボス。『星のカービィ2』で登場。本来は一つ目の黒いパイナップルのような姿だが、戦闘時には仮面と衣装を身に纏い、剣を駆使して戦う。剣からはソードビームや黒い炸裂弾を発射することができる。このボスを倒すと真の姿である、リアルダークマターに変身する。名前の由来は「暗黒物質」である。
『星のカービィ3』では、『星のカービィ2』で「リアルダークマター」と呼ばれていたキャラクター（後述）がダークマターと呼ばれている。
リアルダークマター
『星のカービィ2』に登場。上記のダークマターが変身した姿でもある。姿は黒い球体に目とヒレのような突起物が付いたようなもの。中央の目から黒いレーザー光線や黒い稲妻を発射する他、体を取り巻く突起物を飛ばして攻撃する。こちらでは最終的に全画面攻撃を仕掛けてくる為、強制ミスにされてしまう。
『星のカービィ3』にも同様の姿で登場するが、紫色だった突起物はオレンジ色に変わり、名前も単に「ダークマター」となっている。
『あつめて!カービィ』内のサブゲーム「カービィマスター」において、ダークマター及びリアルダークマターがラスボスとして登場する。
クローン剣士ダークマター
『星のカービィ ロボボプラネット』の「メタナイトでゴー」に登場。ハルトマンワークスカンパニーがポップスターを侵略した際に採取したデータをもとに同社のマザーコンピューター・星の夢が生成したダークマターのクローン。星の夢の主となったメタナイトが強い剣士との戦いを願ったことにより召喚された。『2』の剣士形態の姿をしており、空中を移動して剣による攻撃を仕掛け、体力が減ると下半身に目が発生し行動パターンが変わる。本作では持っている剣が虹色に輝いているが、これはクローン元のデータに残っていた虹の剣に関する意識が具現化したもので、本来の虹の剣ではない。
ゼロ
ダークマター族の親玉。『星のカービィ3』に登場。白い球体に赤い目だけというシンプルな姿。眼球の周囲が裂けて血のような赤い物体や小さいダークマターを飛ばしたり、体当たりをして攻撃してくる。一度倒されても眼球だけの姿となり、再びカービィに襲い掛かってくる。
グーイ
ダークマター族では珍しく悪い心を持たない。『星のカービィ2』『星のカービィ3』に登場｡黒い球体に二つ目と口があり、舌が極めて長いのが特徴である｡『星のカービィ2』では卵のような形であったが､『星のカービィ3』では丸餅のような形になった｡カービィの仲間たちも参照。
日本国外版の『星のカービィ2』ではブロッブ (Blob) という妹が登場。ピンク色の球体であり、その球体に口とグーイよりやや大きめの目、頭にリボンをつけた姿をしている｡なお、ブロッブという名称は不確実であり、公式の発表したものではない可能性がある。

## ダークマター族に似たキャラクター
ダークマター族の台頭により、以降のカービィシリーズにはダークマター族と同じ単眼系統のキャラクターが現れた。これらは同じダークマター族とは公表されていないものの、多くが酷似した外見、能力を持ち合わせており、なおかつほとんどが各作品においてラストボスの立場にある。
ダークゼロ
『星のカービィ 参上! ドロッチェ団』に登場。黒いヒトデのような姿で、中心に薄紅色の目玉を持つ。かつて暗黒の支配者として恐れられ宝箱に封印されたが、それを知らないドロッチェが宝箱を開けたことで封印が解かれた。ダークマター族と同じ憑依能力のほか、炎、氷、雷の3属性を操る能力を持つ。
破神 エンデ・ニル
『星のカービィ スターアライズ』に登場。魔神官ハイネスが信奉している破壊神。本来は意志や感情を持たない存在なのだが、一族を追放された復讐心に駆られるハイネスの影響を受けたことで負のエネルギーがたまっていき、ハイネスの部下である三魔官、さらにハイネス自身が生贄となり、破壊神として復活した。形態に応じて姿を変えていき最終的にはリアルダークマターのような単眼の球体にひれがついた姿に変わる。
ダークマインド
『星のカービィ鏡の大迷宮』に登場。ディメイションミラーを狂わせた張本人。1、2、3形態ではつながりを見せないが、4形態以降、色は似ていないが、リアルダークマターやゼロに似ている見た目ヘと変化する。

### 『星のカービィ64』登場キャラクター
以下の五体は、『星のカービィ64』に登場したキャラクター。国内版では明言されていないが、北米版『Kirby 64: The Crystal Shards』ではダークマター族であるとされている。
ダーク・リムル、リムラ、リムロ
『星のカービィ64』に登場。通常のダークマターから背中の突起物を取り除いたような姿で、ダークマターと同じく黒い雲から現れ、同様に憑依能力を持つ。出番があったのはゲーム序盤のみで、それ以降は一切登場していない。
ミラクルマター
『星のカービィ64』に登場。表向きのラストボスで、リップルスターに黒い雲を拡散させていた。正二十面体の白い体を持ち、それぞれの面に平面状の赤い目玉を多数持つ。カービィのコピー能力を模した多くの形態に変身することが出来る。通常形態はカービィの攻撃が一切通用しないバリアを張っており、それぞれの形態に対応した攻撃でしかダメージを与えられない。
0²
『星のカービィ64』に登場。真のラストボス。姿はゼロに酷似しているが、同一の存在であるかどうかなどの関連性は不明。頭上に天使のような黄色い輪が浮かび、体の下部に白い突起物があり、体の左右に翼が生えた姿をしている。最初はリップルスターの女王に取りついており、偽のエンディングデモで正体を伺わせるような怪しい笑みを浮かべていた。中央の目から複数の炸裂弾を発射して攻撃する。通常時はダメージを全く与えられないが、中央の目を30回攻撃されると赤い血のような液体を噴出して怯んでしまう。頭頂部には絆創膏が貼られており、頭上の輪を破壊して絆創膏を攻撃すると下半身からサボテンのような突起を露出しながら悶え苦しむ。この突起こそが唯一の弱点で、ここを攻撃して、初めてダメージを与えることができる。攻撃を受けると突起からは緑色の液体を飛ばして攻撃してくる。また、左右の翼は攻撃で捥ぎ取ることができ、捥ぎ取られると動きが遅くなる。